# Ramsówko
Ramsówko [pronunciación en polaco: /ramˈsufkɔ/] (en alemán: Klein Ramsau) es un pueblo ubicado en el distrito administrativo de Gmina Barczewo, dentro del Condado de Olsztyn, Voivodato de Varmia y Masuria, en Polonia del norte. Se encuentra aproximadamente a 11 kilómetros al noreste de Barczewo y a 24 kilómetros al noreste de la capital regional Olsztyn.